# Крамбергер, Тая
Тая Крамбергер (словен. Taja Kramberger; 11 сентября 1970, Любляна) — словенский поэт, эссеист, переводчица

, социолог и антрополог.

## Биография
Детство провела в Копере, на Адриатическом побережье, росла в двуязычной среде, училась здесь в начальной школе. Затем занималась в старинной и престижной люблянской гимназии, бывшей иезуитской грамматической школе. Закончила Люблянский университет, где изучала историю и археологию. Защитила в Копере диссертацию по исторической антропологии на тему «Память и воспоминание» (2009). Главный редактор ряда журналов по социальным наукам, возглавляла Ассоциацию исторической, социальной и культурной антропологии (2004—2007, Любляна).
Активно занималась общественной деятельностью, выступая против коррупции, клиентелизма и коммерциализации научно-оборазовательной сферы в Словении. В 2000 году она с Сабиной Михель организовала демонстрацию против коррумпированной политики министерства науки и технологий, в 2004 году боролась против перехвата частной аспирантуры Institutum Studiorum Humanitatis, а в 2010 году — против неолиберализации и деградации университета как автономно институции, после чего была уволена во время чистки в Приморском университете.
Автор работ по истории и эпистемологии социальных наук, исторической антропологии, антропологии пола и гендера, истории от Эпохи Просвещения до середины XX века, политике памяти и забвения, интеллектуальной истории и передаче культуры в Европе, формировании национальных и международных литературных полей в XIX—XX веках, антиинтеллектуализме, деле Дрейфуса и его репрезентации в Словении и Триесте, механизмам социального исключения и геноцида, исследованиям Холокоста, изучению провинции и провинциальности как специфического социоисторического явления; историко-литературных и литературно-критических эссе. Работала в Доме наук и человеке и Высшей школе социальных наук в Париже, Коллегиуме Будапешт в Будапеште и др., активный участник международных конференций, включая конференции переводчиков, публикуется в специальных журналах и сборниках. Переводила труды Мориса Хальбвакса, Пьера Бурдье, продолжает социологическую линию последнего.
Жила и работала в Копере. С 2012 года переехала с мужем в Париж.

## Литературное творчество
Автор нескольких стихотворных книг, её лирика переведена более чем на 25 языков. Переводит поэзию и прозу с английского, итальянского, испанского (Роберто Хуаррос), китайского (Гао Синцзянь), литовского (Неринга Абрутите) языков, с иврита Иехуда Амихай) и арабского языка (Махмуд Дарвиш). Выступает как переводовед.

## Книги стихов
- Марципан/ Marcipan (1997)
- Морские разговоры/ Spregovori morje (1999)
- Противоток/ Gegenstroemung/Protitok (2001, на немецком и словенском языках)
- Велюр цвета индиго/ Žametni indigo (2004)
- Мобилизации/ Mobilizacije/Mobilizations/Mobilisations/Mobilitazioni (2004/2005, на словенском, французском, итальянском и английском языках)
- Повседневные разговоры/ Vsakdanji pogovori" (2006, )
- Opus quinque dierum (2009, поэтический отклик на дело Дрейфуса)

## Признание
Премия Вероники (2007).